# Alan Urbanek
Alan Piotr Urbanek (ur. w 1969) – polski chórmistrz, dyrygent, prof. dr hab. sztuk muzycznych, Dziekan Wydziału Kompozycji, Dyrygentury, Teorii Muzyki i Muzykoterapii  Akademii Muzycznej im. Karola Lipińskiego we Wrocławiu, członek Katedry Dyrygentury Symfonicznej i Operowej. Współpracuje również z Uniwersytetem Wrocławskim oraz Uniwersytetem Przyrodniczym we Wrocławiu.  

## Życiorys
Jest absolwentem Akademii Muzycznej im. Karola Lipińskiego we Wrocławiu. Ukończył dyrygenturę chóralną w klasie prof. Haliny Bobrowicz (dyplom 1992) oraz dyrygenturę symfoniczną w klasie prof. Marka Pijarowskiego (dyplom 1995). W roku 1996 - doktorat, w 2002 - habilitacja, 2003 - Podyplomowe Studia Zarządzanie Kulturą na Uniwersytecie Jagiellońskim. W styczniu 2009 roku z rąk Prezydenta Rzeczypospolitej Polskiej odebrał tytuł profesora w dziedzinie sztuki muzycznej. 
Zatrudniony w Akademii Muzycznej im. Karola Lipińskiego we Wrocławiu, poza Akademią Muzyczną związany z Uniwersytetem Wrocławskim gdzie od 1992 roku kieruje Chórem Uniwersytetu Wrocławskiego Gaudium oraz Uniwersytetem Przyrodniczym we Wrocławiu gdzie od 2009 roku sprawuje kierownictwo Chóru Uniwersytetu Przyrodniczego.
Jest laureatem III Nagrody Międzynarodowego Turnieju Dyrygentów Chóralnych W Stronę Polifonii, laureatem I Nagrody Ogólnopolskiego Konkursu Dyrygentów Chóralnych im. Prof. Stanisława Kulczyńskiego w Poznaniu. Wielokrotnie odbierał nagrody przyznane m.in. przez Prezydenta Wrocławia, Rektorów Uniwersytetu Wrocławskiego, Uniwersytetu Przyrodniczego we Wrocławiu oraz wrocławskiej Akademii Muzycznej. Wyróżniony Złotą Odznaką Towarzystwa Miłośników Wrocławia za działalność dla rozwoju Miasta, jest posiadaczem Srebrnej Odznaki Honorowej  Polskiego Związku Chórów i Orkiestr za zasługi w pracy społecznej Związku. W roku 2012 został odznaczony Brązowym Krzyżem Zasługi. W 2015 roku otrzymał Order Św. Marii Magdaleny I stopnia. W tym samym roku został uhonorowany Odznaką Zasłużony dla Uniwersytetu Przyrodniczego we Wrocławiu.  W roku 2017 odebrał Medal „Wrocław Dziękuje – ESK2016”. W 2020 roku uhonorowany został Srebrnym Krzyżem Zasługi, w roku 2023 otrzymał odznakę honorową "Zasłużony dla Kultury Polskiej". Z kolei w roku 2018 prowadzony przez Alana Urbanka Chór Gaudium Uniwersytetu Wrocławskiego otrzymał Brązowy Medal Zasłużony Kulturze GLORIA ARTIS.
Poza koncertami w Polsce występował w Austrii,  Białorusi, Chinach, Finlandii, Francji, Grecji, Kanadzie, na Litwie, w Macedonii, Niemczech, Portugalii, Rosji, Szwajcarii, Ukrainie, USA,  na Węgrzech i we Włoszech.